# Commissaire européen à la Société numérique
Le commissaire européen à la Société numérique est un membre de la commission européenne, responsable de la politique de l'Union européenne concernant le marché unique numérique et notamment des questions concernant les médias et l'information, les télécommunications et l'informatique. 
Le commissaire européen à la société numérique est à la tête de la DG CONNECT.
Depuis 2024, le poste est occupé par Henna Virkkunen, vice-présidente exécutive à la Souveraineté technologique, à la Sécurité, à la Démocratie, aux Technologies numériques et aux Technologies d'avant-garde.

## Liste des commissaires
Jusqu'à la commission Prodi, ce poste était lié aux questions d'entreprise (aujourd'hui liées à l'industrie).  
|    | Nom               | Pays       | Période     | Commission                  |
| -- | ----------------- | ---------- | ----------- | --------------------------- |
| 1  | Karl-Heinz Narjes | Allemagne  | 1985–1992   | Commissions Delors I et II  |
| 2  | Antonio Ruberti   | Italie     | 1992–1995   | Commission Delors III       |
| 3  | Martin Bangemann  | Allemagne  | 1995–1999   | Commission Santer           |
| 4  | Erkki Liikanen    | Finlande   | 1999–2004   | Commission Prodi            |
| 5  | Ján Figeľ         | Slovaquie  | 2004        | Commission Prodi            |
| 6  | Viviane Reding    | Luxembourg | 2004–2010   | Commission Barroso I        |
| 7  | Neelie Kroes      | Pays-Bas   | 2010-2014   | Commission Barroso II       |
| 8  | Günther Oettinger | Allemagne  | 2014-2016   | Commission Juncker          |
| 9  | Andrus Ansip      | Estonie    | 2017        | Commission Juncker          |
| 10 | Mariya Gabriel    | Bulgarie   | 2017-2019   | Commission Juncker          |
| 11 | Thierry Breton    | France     | 2019-2024   | Commission von der Leyen I  |
| 12 | Henna Virkkunen   | Finlande   | Depuis 2024 | Commission von der Leyen II |